# Cryptobotys zoilusalis
Cryptobotys zoilusalis là một loài bướm đêm trong họ Crambidae.